# Brotenaubach
Der Brotenaubach ist ein gut 7 km langer Bach im Nordschwarzwald im Landkreis Rastatt und an dessen Ostgrenze zum Landkreis Calw, der sich etwas östlich des Wohnplatzes Dürreych von Gernsbach von rechts und Südwesten mit dem linken und kleineren Dürreychbach zur Eyach vereint. Sein Tal ist die Brotenau.

## Etymologie
Der Name des Bachs ist von dem des Tals abgeleitet, der in alten Landkarten als Breitenau eingetragen ist. Dessen Name ist gebildet aus dem adjektivischen Bestimmungswort breit, das im Schwäbischen der Gegend als [bʀɔɐt] ausgesprochen wird, und dem Grundwort Au, es bezeichnet also eine breite Aue.

## Geographie

### Verlauf
Der Brotenaubach entsteht im westlichen Staatswald Kaltenbronn dicht an der Wasserscheide zum Tal des Reichenbachs im Westen zwischen dem Hohloh (989 m ü. NHN) im Südwesten und dem Langmartskopf (942 m ü. NHN) im Norden am Sattel Teufelsgrab auf etwa 849 m ü. NHN bei der Kreuzlehütte auf der Gemarkung Reichental der Stadt Gernsbach.
Die ersten etwa 800 Meter läuft er ostwärts und tieft seine anfängliche Laufmulde zu einem Tal ein, bis er bei der ersten Tallichtung auf etwa 778 m ü. NHN seinen rechten Oberlauf Rossstallgraben aufnimmt, der selbst aus dem Moor Mannsloh ausfließt, aber mit seinem rechten Zufluss Seegraben auch noch den Wildsee und das umgebende große Hochmoor zum Teil entwässert. Danach wendet der Brotenaubach seinen Lauf auf Nordosten. Weiter abwärts in der nächsten, länglichen Tallichtung passiert er den ehemaligen Wohnplatz Brotenau an seinem Ufer. Danach fließt wiederum von rechts das Rotwasser aus dem Südsüdwesten zu, es entwässert das Wildseemoor an dessen Ostseite. Ab der Rotwassermündung bildet der Brotenaubach die Grenze zwischen Gernsbach und dem östlich gelegenen Bad Wildbad im Landkreis Calw.
Der letzte große Zufluss Lehenbächle, mit 2,2 km der längste und mit 2,2 km² auch der einzugsgebietsreichste, mündet wiederum von rechts schon gegenüber der Großen Wiese, an deren Nordostspitze  der Brotenaubach weniger als einen halben Kilometer weiter abwärts auf etwa 568 m ü. NHN mit dem aus dem Westsüdwesten heranziehenden Dürreychbach zur Eyach zusammenläuft.
Der Brotenaubach ist 7,1 km lang und hat auf dem Hauptstrang ein Gefälle von etwa 326 m (ca. 45 ‰). Die oberen Zuläufe entstehen auf bis zu 926 m ü. NHN.

### Einzugsgebiet
Das 15,1 km² große Einzugsgebiet des Brotenaubachs erstreckt sich von etwas südlich des Brotenaubachursprungs bis zu seiner Mündung etwa sechs Kilometer weit und erreicht quer dazu eine Breite von bis etwa zweidreiviertel Kilometer. Es ein bis auf wenige kleine Lichtungen geschlossenes Waldgebiet.
An der gesamten nordwestlichen Wasserscheide grenzt das Einzugsgebiet des Dürreychbachs an.  An der östlichen, südöstlichen und südlichen fließen jenseits nacheinander deren Nebenflüsse Rennbächle, Güterbächle, Rollwasserbach ungefähr ostwärts und von links zur Großen Enz, zuletzt noch der Kegelbach. Alle diese Konkurrenten entwässern also ebenfalls letztlich in die Enz. Nur hinter der westlichen Wasserscheide entwässert der Reichenbach westwärts zur Murg, weshalb sie hier ein Abschnitt der größeren Wasserscheide zwischen Rhein im Westen und Neckar im Osten ist. Nahe dem Einzugsgebietsdreieck von Reichenbach, Dürreychbach und Brotenaubach liegt auch der mit etwa 945 m ü. NHN höchste Punkt des Brotenaubach-Einzugsgebiets.
Das Einzugsgebiet liegt im Naturpark Schwarzwald Mitte/Nord. Es umfasst Teile des Natur- und Waldschutzgebietes Kaltenbronn mit Bann- und Schonwäldern sowie Teilen des Naturschutzgebietes um das Wildseemoor. Der obere Teil des Naturschutzgebietes Eyach- und Rotenbachtal verläuft als Band entlang dem Brotenaubach. Die Landschaftsschutzgebiete Mittleres Murgtal auf Gernsbacher und Großes und Kleines Enztal mit Seitentälern auf Bad Wildbader Seite nehmen gesamthaft die nicht unter Naturschutz stehenden Flächen ein und überschneiden sich mit den Waldschutzgebieten. Weitere Überschneidungen gibt es mit dem FFH-Gebiet Kaltenbronner Enzhöhen und dem Vogelschutzgebiet Nordschwarzwald. Bis auf kleine Randbereiche liegt das Einzugsgebiet auch im Wasserschutzgebiet Eyachspeicher.
Das ganze Gebiet zählt naturräumlich zum Unterraum Grindenschwarzwald und Enzhöhen des Schwarzwaldes.

### Zuflüsse
Tabelle der Zuflüsse auch höherer Ordnung und zusätzlich einiger wichtiger Teilstränge. Stationierung und Gewässerlänge, Einzugsgebiet und Höhe nach den entsprechenden Layern auf der Onlinekarte der LUBW. Andere Quellen für die Angaben sind vermerkt. Zum Vergleich wurden auch die Daten des Brotenaubachs selbst mit aufgenommen.
| Stat. [m] | Name                              | Name                              | GKZ       | von    | Vorfluter       | Länge [km] | EZG [km²] | Mündung                         | Mündung         | Quelle             | Quelle          |
| Stat. [m] | Name                              | Name                              | GKZ       | von    | Vorfluter       | Länge [km] | EZG [km²] | Lage                            | Höhe [m ü. NHN] | Lage               | Höhe [m ü. NHN] |
| --------- | --------------------------------- | --------------------------------- | --------- | ------ | --------------- | ---------- | --------- | ------------------------------- | --------------- | ------------------ | --------------- |
| 5.789     | Brotenaubach bis Rossstallgraben  | Brotenaubach bis Rossstallgraben  | 23842-000 | n. a.  | = Brotenaubach  | 1,4        | 01,5      |                                 |                 | Kreuzlehütte       | 894,0           |
| 5.789     | Rossstallgraben                   | Rossstallgraben                   | 23842-120 | rechts | → Brotenaubach  | 1,3        | 01,1      | Salmannsloh/Rossstall/Lehklinge | 778,0           | Mannsloh           | 926,0           |
| 0.398     |                                   | Rossstallgraben bis Seegraben     | 23842-120 | n. a.  | = Rosstalgraben | 0,9        | 00,5      |                                 |                 | Mannsloh           | 926,0           |
| 0.398     |                                   | Seegraben                         | 23842-122 | rechts | → Rosstalgraben | 1,1        | 00,4      | Rossstallloch                   | 815,0           | Wildsee            | 909,0           |
| 2.911     | Rotwasser                         | Rotwasser                         | 23842-140 | rechts | → Brotenaubach  | 2,0        | 02,4      | Rotwasserhütte                  | 660,0           | Weißenstein- hütte | 884,0           |
| 0.336     |                                   | (Bach von Altlochquelle)          | 23842-142 | links  | → Rotwasser     | 0,7        | 00,3      | ggü. Rotwasser                  | 700,0           | Osthang Hornberg   | 830,0           |
| 1.841     | (Bach aus dem Gewann Lochbrunnen) | (Bach aus dem Gewann Lochbrunnen) | 23842-160 | links  | → Brotenaubach  | 0,9        | 00,9      | ggü. Brotenau                   | 617,0           | Osthang Häuserberg | 760,0           |
| 0.466     | Lehenbächle                       | Lehenbächle                       | 23842-180 | rechts | → Brotenaubach  | 2,2        | 02,2      | Große Wiese                     | 578,0           | Lehenbrückle       | 822,0           |
| 000.0     | Brotenaubach                      | Brotenaubach                      | 23842-000 | n. a.  | → Eyach         | 7,1        | 15,1      | Große Wiese                     | 568,0           | Kreuzlehütte       | 894,0           |

1. ↑  Stationierung, die Entfernung von der Mündung des aufnehmenden Gewässers aufwärts bis zu diesem Zufluss.
2. ↑  Gewässerkennzahl, in Deutschland die amtliche Fließgewässerkennziffer; mit eingefügtem Trenner hinter dem Präfix, das einheitlich für den allen gemeinsamen Vorfluter steht.
3. ↑  Der StrangBrotenaubach→Rossstallgraben→Seegraben ist 7,2 km lang
4. ↑  Länge ab Moorauslauf

### Brotenau

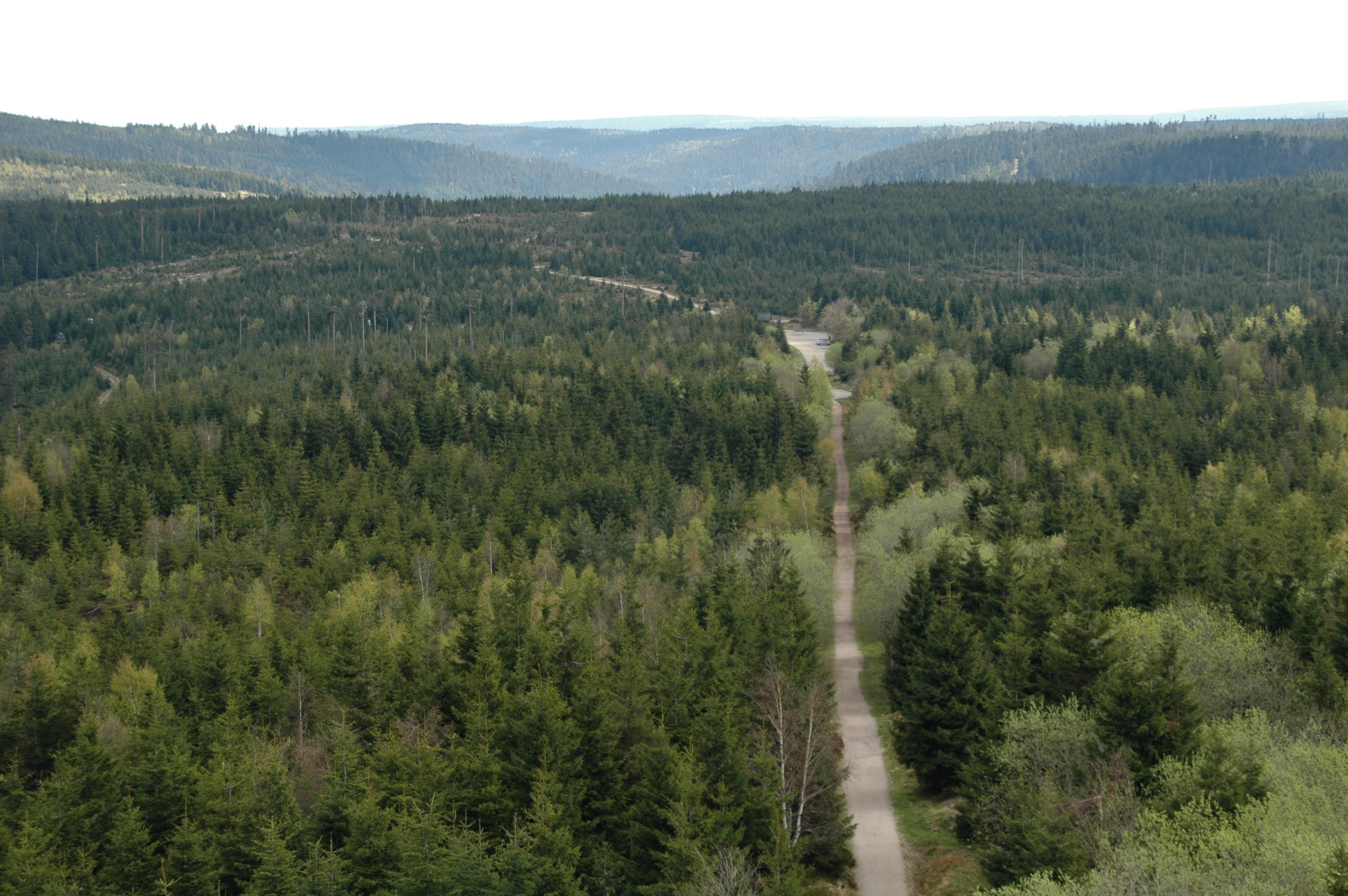
Blick vom Hohlohturm über das Hochplateau des Hohloh mit dem Einschnitt der Brotenau am Horizont

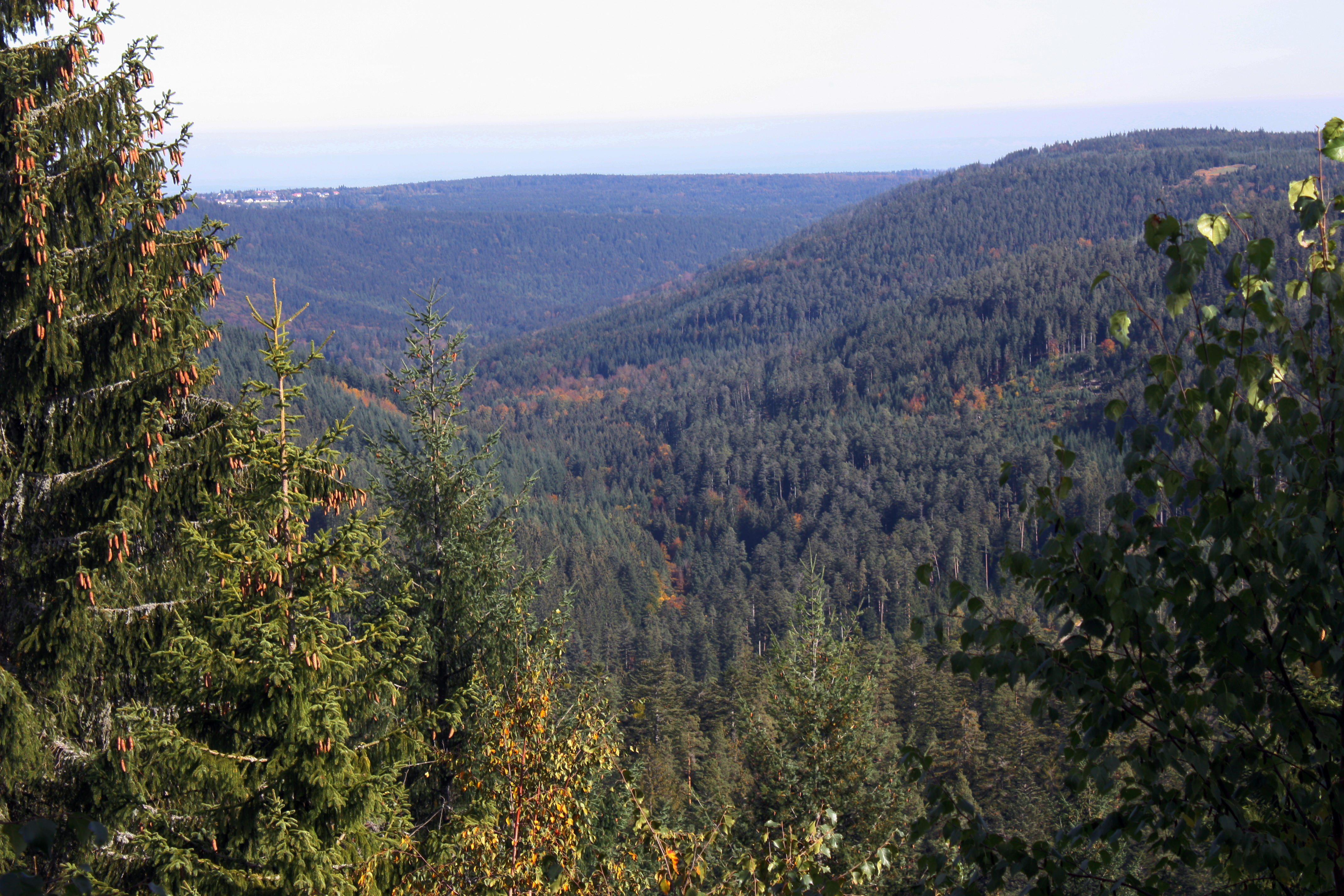
Die Brotenau von oberhalb der Rotwasser-Einmündung gesehen, Blick bis ins Eyachtal und nach Dobel

Das Brotenau genannte Kerbtal des Brotenaubachs liegt überwiegend im Mittleren Buntsandstein, im Mündungsbereich tritt Rotliegend zu Tage. Eiszeitliche Karbildungen prägen die nord- bis ostgerichteten Talhänge. Die bei den Zuflüssen genannten Bäche von der Altlochquelle und aus dem Gewann Lochbrunnen entwässern etwa solche Karmulden. Der Bach wurde im 18. und 19. Jahrhundert für die Scheiterholzflößerei genutzt; der Zufluss über den Seegraben vom Wildsee diente hierzu als Schwallwasser.
Der Wohnplatz Brotenau von Gernsbach, ein 2011 abgerissenes Einzelanwesen im mittleren Tal, war der einzige Siedlungsplatz darin.

### LUBW
Amtliche Online-Gewässerkarte mit passendem Ausschnitt und den hier benutzten Layern: Lauf und Einzugsgebiet des Brotenaubachs

Allgemeiner Einstieg ohne Voreinstellungen und Layer: Daten- und Kartendienst der Landesanstalt für Umwelt Baden-Württemberg (LUBW) (Hinweise)
1. 1 2 3  Höhe nach dem Höhenlinienbild auf dem Hintergrundlayer Topographische Karte.
2. 1 2  Länge nach dem Layer Gewässernetz (AWGN).
3. 1 2  Einzugsgebiet nach dem Layer Basiseinzugsgebiet (AWGN).
4. ↑  Schutzgebiete nach den einschlägigen Layern, Natur teilweise nach dem Layer Biotop.
5. ↑  Einzugsgebiet abgemessen auf dem Hintergrundlayer Topographische Karte.

### Andere Belege
1. ↑  Friedrich Huttenlocher, Hansjörg Dongus: Geographische Landesaufnahme: Die naturräumlichen Einheiten auf Blatt 170 Stuttgart. Bundesanstalt für Landeskunde, Bad Godesberg 1949, überarbeitet 1967. → Online-Karte (PDF; 4,0 MB)